# أوساكا (محافظة)
محافظة أوساكا (باليابانية: 大阪府 أوساكا فو) إحدى محافظات الـيابان، حيث تقع على جزيرة هونشو في منطقة كينكي. عاصمتها مدينة أوساكا.

## التاريخ
تم إنشاء قلعة أوساكا عام 1868 عند بداية فترة مييجي.
تم إعلان إنشاء مدينة أوساكا في 1 سبتمبر، 1956 كمدينة مطابقة لمعايير المدينة الحكومية وتم تقسيمها إلى 24 حي.
في 1 أبريل، 2006 تم ترقية مدينة ساكاي إلى رتبة مدينة مطابقة لمعايير المدينة الحكومية وتم تقسيمها إلى 7 أحياء.

## الجغرافيا

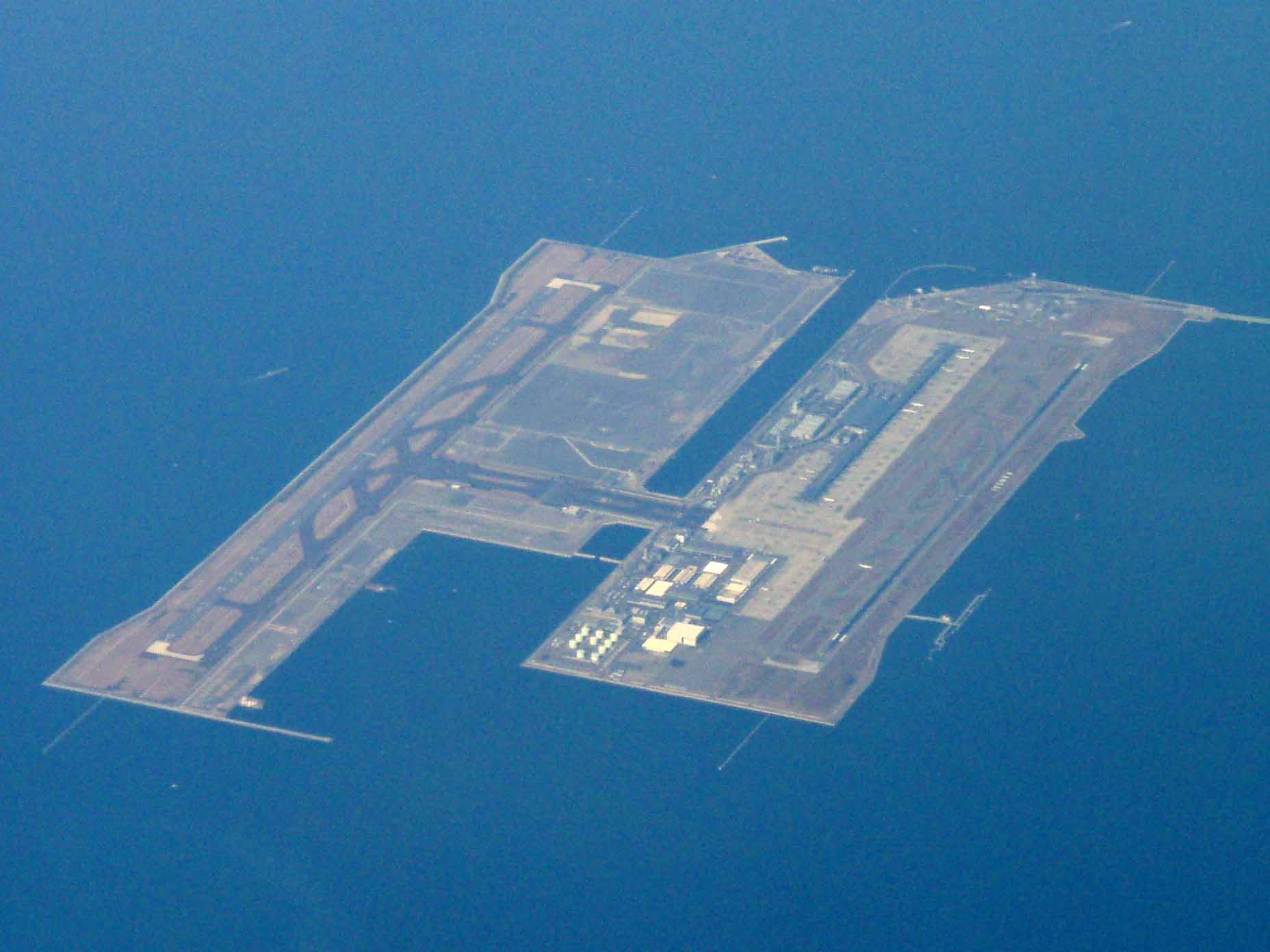
مطار كانساي الدولي

محافظة أوساكا لها حدود مع كل من محافظات هيوغو وكيوتو في الشمال، نارا في الشرق، واكاياما في الجنوب، أما الجهة الغربية للمحافظة فهو مفتوح على خليج أوساكا. يمر في محافظة أوساكا نهري يودو وياماتو. قبل إنشاء مطار كانساي الدولي، كانت محافظة أوساكا تعد أصغر محافظة في اليابان. أما بعد إنشاء الجزيرة الصناعية التي بني عليها مطار كانساي الدولي، فقد كبرت مساحة المحافظة قليلاً وأصبحت ثاني أصغر محافظة بعد محافظة كاغاوا.

### مدن في المحافظة

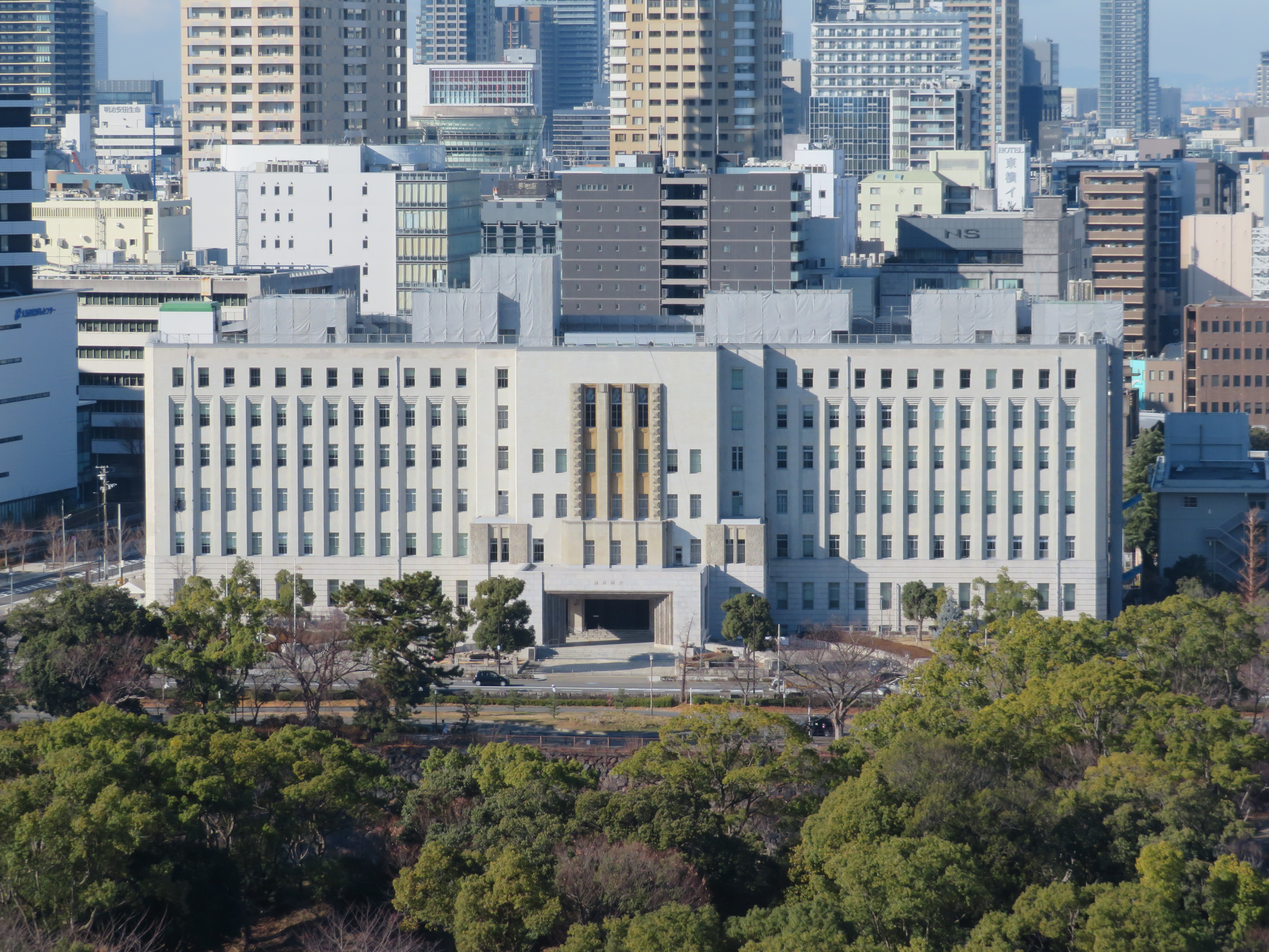
صورة مبنى رئاسة محافظة أوساكا

| - دايتو - فوجيدره - هابيكينو - هنّان - هيغاشيوساكا - هيراكاتا - إيباراكي - أكيدا - إزومي - إزوميوتسو - إيزوميسانو | - كادوما - كايزوكا - كاشيوارا - كاتانو - كاواتشيناغانو - كيشيوادا - ماتسوبارا - مينو - موريغوتشي - نياغاوا - أوساكا (العاصمة) | - أوساكاسياما - ساكاي - سنّن - ستسو - شيجوناواتيه - سويتا - تاكايشي - تاكاتسوكي - تندابياشي - تويوناكا - ياو |

## الخصائص السكانية
تبعاً لإحصاءات عام 2007 فقد بلغ عدد سكان محافظة أوساكا 8,829,148 نسمة.

## المطارات
يوجد ثلاث مطارات في محافظة أوساكا هي:
- مطار كانساي الدولي
- مطار أوساكا الدولي
- ياو (مطار).

## الرياضة

### كرة القدم
- غامبا أوساكا في مدينة سويتا
- سيريزو أوساكا في مدينة أوساكا

### كرة القاعدة
- أوريكس بوفالوز في مدينة أوساكا
- هانشين تايغرز في مدينة نيشينوميا، محافظة هيوغو

### كرة السلة
- أوساكا إفيسا (مدينة أوساكا)

### كرة طائرة
- أوساكا بلاذيرز ساكاي (ساكاي)
- سانتوري سانبيردز (مدينة أوساكا)
- باناسونيك بانثيرز (هيراكاتا)

## الاقتصاد
بلغ إجمالي الناتج القومي لمحافظة أوساكا 38.7 تريليون ين لعام 2004 وهو الترتيب الثاني بعد محافظة طوكيو بزيادة 0.9% عن العام السابق، وهو يمثل 48% من الناتج الإجمالي لمنطقة كينكي. كما بلغ متوسط دخل الفرد حوالي 3 مليون ين في العام وهو الترتيب السابع على مستوى اليابان. بلغ حجم المبيعات في عام 2004 60 تريليون ين.
شكل نسبة الدخل من الصناعات في عام 1999 25.9% من إجمالي الناتج القومي للمحافظة، بينما شكل حجم التبادلات التجارية 74% من الناتج. أما الأعمال الزراعية وصيد السمك فمثلت أقل نسبة في حجم الناتج حيث بلغت 0.1% تقريبا.

## علاقات الصداقة
لدى محافظة أوساكا علاقة صداقة مع الأماكن الثمانية التالية:
- الصين، شانغهاي
- إندونيسيا، جاوة الشرقية
- فرنسا، فال دواز
- أستراليا، كوينزلاند
- روسيا، بريمورسكي
- الولايات المتحدة، كاليفورنيا
- إيطاليا، لومبارديا
- الإمارات العربية المتحدة، دبي